# Alfred Finger

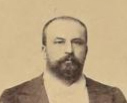
1898

Alfred Finger (* 25. Februar 1855 in Wien; † 9. April 1936 ebenda) war ein österreichischer Violinist.

## Leben
Alfred Finger, 1855 in Wien geboren, studierte von 1878 bis 1883 bei Jakob Dont Violine sowie von 1883 bis 1884 an der Musikhochschule Berlin bei Josef Kotek und Joseph Joachim, mit dem er später befreundet war. In den Jahren 1885 bis 1895 war Alfred Finger Mitglied des Winkler-Quartetts in Wien, wo er seit 1925 auch als Violinpädagoge sowie seit 1926 als Professor wirkte. Als Vorstandsmitglied des Neuen Tonkünstlervereins führte er Max Reger in Wien ein.
Alfred Finger, der seit 1893 mit der Violinistin Ella Bailetti (1866–1945) verheiratet war, verstarb 1936 im Alter von 81 Jahren in Wien. Er wurde auf dem Oberen Stadtfriedhof in Klosterneuburg bestattet.